# Anatomia dels ocells

Topografia general d'un ocell (aquí, la fredeluga malabar): 1 Bec, 2 Capell, coroneta o pili (part superior del cap), 3 Anell ocular, 4 Iris, 5 Mantell (seguit mes avall pel dors i finalment el carpó - aquí sota l'ala); Plomes de les ales: 6 Cobertores petites, 7 Escapulars, 8 Cobertores grans, 9 Rèmiges terciàries, 10 Rèmiges primàries o secundàries, 11 Rèmiges primàries de l'ala cobrint les rectrius (plomes) de la cua; 12 Cul, seguit d'infracobertores caudals (plomes cobertores de sota la cua), 13 Cuixa, 14 Articulació tibio-tarsal, 15 Tars (part inferior de la pota), 16 Peu (amb els seus dits anteriors i ungles, sense dit posterior aquí), 17 Tíbia (part superior de la pota), 18 Ventre (abdomen), 19 Flanc (costat del cos), 20 Pit, 21 Gorja, 22 Mentó o barbó (en aquest cas, la fredeluga malabar té una "carúncula", una excrescència carnosa com una barballera, que porta com si fos un "bigoti" o una "subbigotera"), 23. Aquesta marca es diu franja ocular.

L'anatomia dels ocells, així com llur estructura fisiològica, mostren gran quantitat d'adaptacions úniques, que majoritàriament estan relacionades amb el vol. Els ocells tenen un esquelet molt lleuger i una musculatura també lleugera però poderosa que, juntament amb uns sistemes circulatori i respiratori, permeten taxes metabòliques molt altes i el subministrament d'oxigen necessari per al vol. El desenvolupament del bec ha portat a l'evolució d'un sistema digestiu especialment adaptat. Aquestes especialitzacions anatòmiques han ocasionat que els ocells siguin considerats una classe independent, dins l'embrancament dels vertebrats.

## Les parts del cos
Es distingeixen tres parts: cap, tronc i cua.

### Cap
Té una boca amb bec corni, oïdes recobertes de plomes i ulls amb dues parpelles i una membrana nictitant semitransparent horitzontal.

#### Bec
El bec presenta diferents formes segons el tipus d'alimentació: carnívor (àguila), insectívor (oreneta), granívor (pardal i colom), omnívor (oca), i frugívor (tucà), o segons la tècnica de cercar l'aliment, com ara foradar arbres (picot), o filtrar (flamenc).

### Extremitats

#### Ales i potes
Presenta 4 extremitats. Les dues superiors són ales generalment adaptades al vol, i les dues inferiors són potes proveïdes de quatre dits recoberts d'escates com els rèptils, acabats en ungles o urpes, i adaptats a la marxa i a gratar el terra (gallina), a la presa amb urpes (falcó), a la natació (els peus palmats de l'ànec, palmípedes), a enfilar-se als arbres (pica-soques, raspinell, picot), a saltar (pardal comú), a córrer per la sorra (el petit corriol, l'enorme estruç), a posar-se o agafar-se a una branca (molts moixons, com ara la tallareta cuallarga), etc.

### Cul i cua
El cul és generalment molt curt i suporta les rectrius (plomes timoneres) de la cua, que dirigeixen el vol.

## Anatomia interna
Els ossos són buits per a disminuir el pes. L'estèrnum o quilla està molt desenvolupat, ja que suporta els grans músculs que mouen les ales. El tub digestiu presenta esòfag, pap (permet emmagatzemar aliments pels petits, els anomenats pollets), estómac muscular o pedrer (en ell es tritura l'aliment amb el concurs d'algunes petites pedretes ingerides),estómac glandular, intestí i recte que desemboca en la cloaca (cavitat en la qual també desemboca l'aparell excretor i el reproductor). L'aparell respiratori presenta expansions denominades sacs aeris (faciliten la respiració i constitueixen reserves d'aire). La circulació és doble (un circuit corporal i altre pulmonar gràcies a tenir dues aurícules) i completa (sense barreja de sang oxigenada i no oxigenada en el cor gràcies a posseir dos ventricles).